# Murina tubinaris
Murina tubinaris — вид ссавців родини лиликових.

## Проживання, поведінка
Країна поширення: Камбоджа, Індія (Джамму і Кашмір), Лаос, М'янма, Пакистан, Таїланд, В'єтнам. Мешкає на висотах від 1200 м до 2650 м над рівнем моря. Зустрічається в гірських лісах на схилах гір і лаштує сідала серед дерев.

## Загрози та охорона
У Південній Азії цей вид знаходиться під загрозою через втрати середовища проживання та порушення місць спочинку. Записаний у деяких охоронних територіях.